# Абатство Воклер
Абатство Воклер (на френски: Abbaye de Vauclair) е историческо цистерцианско абатство в Буконвил Воклер, департамент Ен (Пикардия), регион Пикардия, Северна Франция.

## История
Абатството е основано през 1134 г. от свети Бернар от Клерво. Наречено е Vauclair (от Vallis clara), което представлява обръщане на името на манастира майка (Clara Vallis). С помощта на дарения от заможни семейства, абатството се разраства бързо чрез придобиване на големи участъци земя и ферми.
По време на Стогодишната война (1337-1453) и през 16 век претърпява множество опустошения, но успява да оцелее до Френската революция от 1789 г., когато е конфискувано от френското революционно правителство, а имотите му са разграбени и продадени.
По време на Първата световна война, през 1917 г. в района се водят ожесточени артилерийски сражения, и манастирските сгради са почти напълно разрушени.
Абатството не е възстановено, и до наши дни от него са останали само живописни руини.

## Абатска бира Абеи дьо Воклер
Абатската бира „Абеи дьо Воклер“ се произвежда от френската пивоварна Les Brasseurs De Gayant в следните разновидности: "Abbaye de Vauclair Blondе" – блонд ейл с алкохолно съдържание 6,5 % об.; Abbaye de Vauclair Brune – тъмен дубъл ейл с алкохолно съдържание 6,4 % об.; Abbaye de Vauclair Triple – светъл ейл с алкохолно съдържание 8,5 % об.; Abbaye de Vauclair Blanche – уит бира с алкохолно съдържание 4,5 % об.; "Abbaye de Vauclair Ambrée" – тъмнокехлибарен ейл с алкохолно съдържание 6,1 % об.; и Abbaye de Vauclair Rubis – червен ейл с алкохолно съдържание 5 % об.;